# 已由员工享用

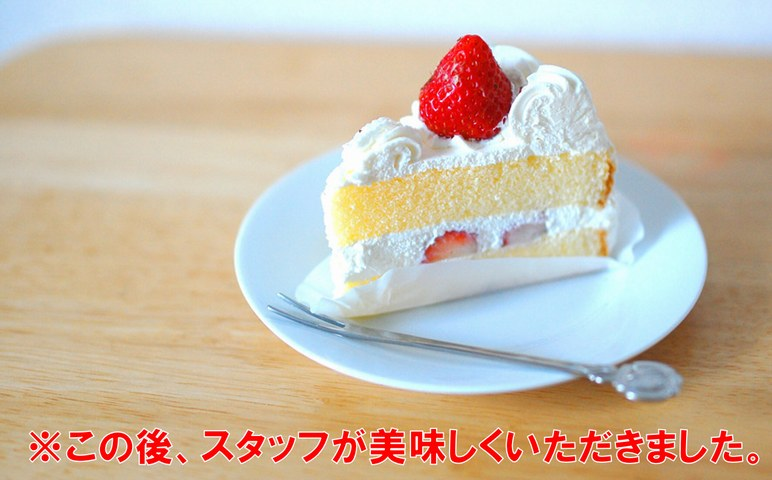
“已由员工享用”注释显示示意图

已由员工享用（日语：／），是日本的电视节目企划等出现料理、食材时，屏幕上显示的注释（字幕），表示料理、食材已经吃掉，没有丢弃浪费。不过有声音质疑其可信度，也有意见认为显示这种注释反而会降低电视节目质量。

## 起源
一般认为这是电视台方面自我保护，以防有观众投诉电视综艺节目等随意对待食材，缺乏公德。该注释何时开始使用尚无定论，电视制作人菅賢治称，日本电视台《DownTown的小鬼使！》节目曾有桥段用到小西瓜，播出后收到观众意见“不要浪费食物”，于是第二年加上该注释。

## 可信度
对于节目中出现的料理、食材，是否真如该注释所述由员工吃掉，存在不同说法。

### “吃了”说

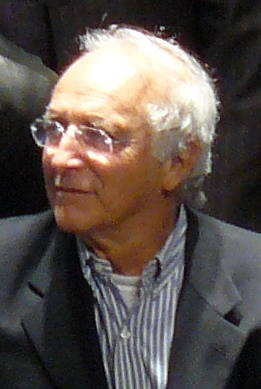
电影导演Ruggero Deodato。其作品《人食人實錄》有多个动物被杀场景，因此受到批评，制作方称杀了以后给演员吃了

2014年（平成26年），有信息节目等的制作公司员工向AOL新闻表示，“记者吃不完，所以会指示他不要全部吃掉，但考虑到店家感受和礼仪，剩下的料理会由员工全部吃掉”。
2017年（平成29年），新闻网站“Netallica”报道东京电视台美食谈话节目《东视的午餐面对面 ～要与艺人“午餐面对面”吗？～》时，刊出员工享用节目中料理的场景，以此得出结论注释真实。同年，美食漫画家Roswell细木等出版书籍《飯三昧 故乡之味》，担任料理节目记者的电视艺人宮脇理惠子在书中主张注释是“真的”，称“至少我出演的节目是真的全部吃掉”。
2018年（平成30年）1月，前沙滩排球运动员、电视艺人浅尾美和在自身博客发布照片，显示员工在TVQ九州放送《周六之夜！大人的电视》录制时享用料理，并发文称“这是外景时的照片。对方提供的料理由各位员工享用”，有新闻网站据此报道，食物在幕后“已由员工享用”为真。
Twitter上也有人表示员工是真的吃了，有人称“在居酒屋录制时甚至还加点了菜”“吃过凉到泡涨的拉面”“长胖了”。
CBC电视台助理导演（AD）团队开办的YouTube频道“AD频道”称，信息节目等录制时，如果食材有剩，所有AD一起吃掉是“繁重工作中的秘密乐趣”。
电视节目以外，株式会社Garten代表村上萌曾称，杂志文章刊载的料理照片，拍摄后料理“全部吃了”。

### “没吃”说
2014年（平成26年），松本人志在富士电视台《Wide Show》被社会学者古市宪寿问及注释真伪，回答“说实话，我没看过员工在吃。不过也可能吃了，只是我没看到而已”。
也有意见完全否认员工吃过，如北野武在著作《笨蛋论》提到曾有蛋糕撒在地板上，称“骗人。倒在地板上的蛋糕有谁会吃得津津有味”。评论家古谷经衡也称，摄影棚中登场的料理不会由员工处理，而是直接丢进垃圾袋。

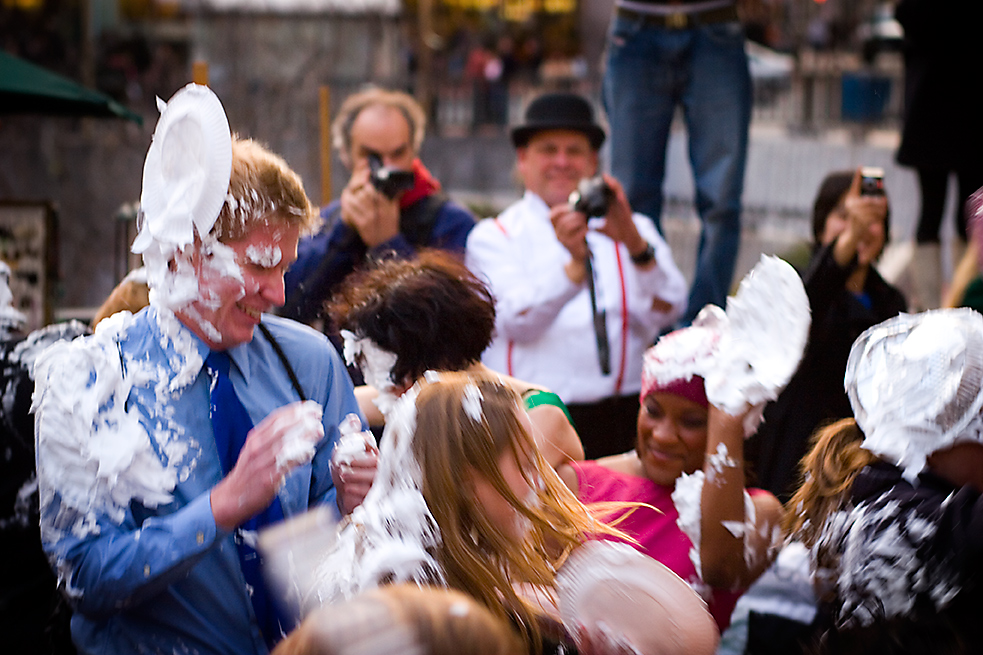
美国砸派大战

2011年（平成23年）10月，贵妇松子在朝日电视台《新综艺 新3节目 抢先看SP》称“绝对没吃”，被员工否认称“吃了”。2013年（平成25年）10月，横山裕在东京电视台《KIRA KIRA AFRO》称，砸派以后“享用”绝对是骗人的。
有意见认为，拍摄中用到的料理可能会长时间放置，几乎肯定有卫生问题，实际上没人吃也不奇怪。对于上文中有员工说“真的吃了”，有声音指出，考虑到卫生和健康方面，“也不是全部都能吃”。

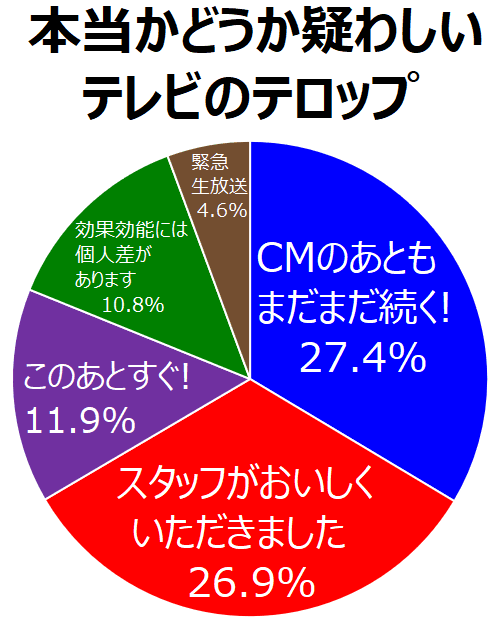
“Mynavi Woman”的“真实性存疑的电视字幕”调查结果（2013年）
最大块起顺时针：“广告之后精彩继续！”“已由员工享用”“接下来马上！”“功效有个体差异”“紧急直播”

2013年，Mynavi旗下女性综合网站“Mynavi Woman”，就“真实性存疑的电视字幕”向男性282人、女性474人展开调查，结果显示“已由员工享用”位列第二。有受访者称“有时候量多到只靠员工吃不完”“别人吃过的东西，实验用到的东西，这些都不是准备给自己吃的，谁会吃？”。

## 批评
评论家上泷徹也给予该注释一定评价，称“制作者意识到，观众在‘真有其事问题’等影响下要求越来越高，（该注释）不失为一步应对”。上泷同时表示，“不能以此转嫁责任至观众方，让告知流于形式。希望准备综艺时，能努力做好信息处理程序和节目内容本身”。由于观众无从得知员工是否真的吃了，有意见认为该注释可能已变成一种预防线、免罪符，“反正先打上去就好，免得观众投诉”。
放送作家摠谷指制作方已变得敏感，为预防浪费批评而显示注释，担忧自我限制过度可能引发萎缩效应。电视制作人菅賢治认为，就像小时候看搞笑节目曾被妈妈说“不能这样做”，远离现实社会的电视内容应该要能让人笑几句“傻子、笨蛋”，称严格限制正使电视失去趣味。
北野武批评有人就食材投诉电视，称“那还不如先去附近的便利店，抱怨‘明明还能吃，就把便当丢掉，真是不像话！’”。北野武认为，以前只是看电视的观众逐渐变身评论家，提出这些投诉，导致电视限制过于强化，出现“已由员工享用”、温泉直播围浴巾入浴时“已取得特别许可”等注释，使电视失去趣味。在2017年4月末的“niconico超会议2017”上，北野武称，电视需要显示这些注释，证明“电视本身已经变得虚假”。
上文中的松本人志称，自己曾在富士电视台《DOWN TOWN的就是這種感覺》模仿料理节目的短剧“Kathy塚本系列”中，将食材作为搞笑题材而引发大量批评，并在上文中的《Wide Show》表示，“我觉得食物应该也有食用以外的使用方法……”“比如糖塑本来是糖，不也成了一种艺术吗。所以说，要是有时能认可食物也是搞笑小道具，那就最好了，不过这种主张没那么容易接受”。松本指出，电视剧中喷出食物没有问题，只有搞笑节目会受到批评，这种做法存在矛盾。
评论家兼电视艺人森永卓郎、自由播音员垣花正等人，在2018年5月2日播出的日本放送电台节目《垣花正 與您HAPPY！》认为，播放时处处插入注释说明，会打断综艺节目笑点，造成阻碍，从而使趣味消失，收视率下降。

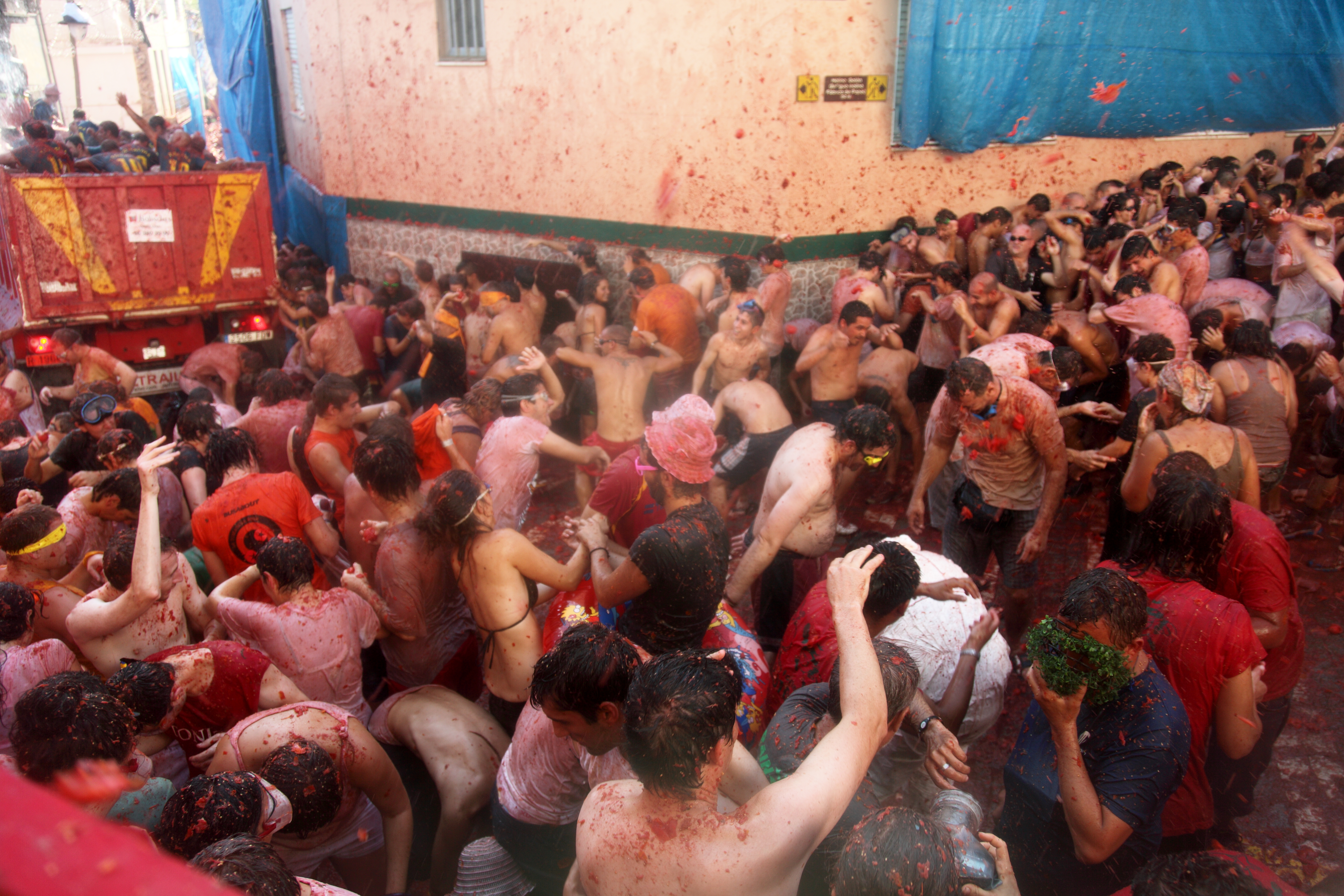
2010年番茄大战

专栏作家、电视艺人松尾貴史称，教育儿童食物宝贵等道德知识的不是电视，而是身边的大人，认为若是对儿童观看一些搞笑艺人在电视上的表达感到不快，不应该去投诉，而应该更换频道或关掉电视才对。和上方松本人志一样，松尾指出，不管是播出西班牙番茄大战（番茄节日）用到大量番茄，还是职业棒球球队获胜后倒啤酒直播时，都不会显示“已由员工享用”，做法存在矛盾。
2012年（平成24年），放送伦理·番组向上机构收到批评意见，指有人用脸撞烂蛋糕后出现该注释，称“难以想象有人会吃，综艺节目也应该说真话，不应逃避责任”。

## 讽刺

### 电视节目
2015年（平成27年）9月13日播出的富士电视台《搞笑導演 ～O-Creator's TV show～》中，濱口優（好孩子）以“注释过多的电视节目”为题公布虚构电视节目，讽刺现状。节目内容看似普通，介绍热点地区和美食，却在短短5分钟不到显示超过30次注释。除了现实中存在的“拍摄获得特别许可”“个人意见”等注释外，还有不少其他注释，如搞笑艺人说话时显示“即将说结尾哏”，拍打搭档脑袋时显示“并非真的用力打”“声音很大但没有看上去那么痛”。偶然相遇时出现“事前经过彩排”注释，表明并非偶然，记者评论提到“3万个”时出现“抱歉听起来像下流词汇”注释，作出多余道歉。结尾注释则显示“本综艺节目纯属虚构，但登场人物、团体、名称真实存在。另外，艺人拍打头部等过激场景是出于艺人特有的‘美味’价值观 绝非暴行”，讽刺意味强烈。
对此，同场的千原Junior苦笑称“（这样的未来）说不定会来临”，濱口则担忧道“会来的吧。电视这么弱了的话。大概节目过程中会必须一直道歉”。北野武感叹，“现在看想说‘对的对的’，感觉已经稀松平常”“‘食物给员工吃了’什么的，显示出来真是扫兴。真的会对搞笑感到厌倦。不知道是谁开始说这种话的”。
TBS《Chu's DAY漫畫 武士研究所！》曾在2010年（平成22年）推出“谁也不会受伤的完美电视剧”企划，3分钟左右显示20条注释，包括把纸揉成一团丢掉时出现“使用再生纸”“垃圾已分类”，发现怀孕时“绝对是男孩！”的台词出现“并非批判女性”，播出后收到感想称“过于仔细，忍不住笑，不禁思考表现是什么”。可视作续篇的“电视的真相”为验证“已由员工享用”注释，派出德井义实趴在地板上，进食砸派后散落在地板上的派，有声音称，看到男子汉形象、受女性欢迎的德井做这种事，实在是“从心底放声大笑”。
2020年（令和2年）8月，平成文化研究者山下Mero在Twitter建议制作“只收录员工进食影像的特别节目”，截至同年2020年8月19日已有超过12万人点“赞”，反响强烈。

### 互联网
2017年（平成29年）2月，漫画家横山了一绘制的漫画《对各方面考虑太多而变得奇怪的汉泽尔与格莱特》在Twitter走红，内容也是同类讽刺。横山受“已由员工享用”注释启发，想到格林童话《汉泽尔与格莱特》中往地上撒面包屑的场景，与同为漫画家的妻子加藤真弓共同根据该作品想出注释。
漫画所有场景均有详细注释，如汉泽尔与格莱特在森林中徘徊时有“危险切勿模仿”，往路上撒面包屑做记号时有“此后已由员工享用”，把巫婆推入炉里时有“本故事纯属虚构”。
横山谈论创作原因时，表示“灵感来源于博客和Twitter时常收到的抱怨”“漫画不管是什么内容，都可能会收到‘冒犯’‘不一定会这样’等评论，我不想一一回应，而是想以此创作漫画来发泄”“有时觉得世上束缚太多。作品寄托了希望世界更加宽松之情”。本作品转推数没有横山代表作之一《战国Comike》多，横山认为“可能只对一些读者胃口”，同时称“对胃口的人似乎很对胃口”，Twitter上则有人回应“真是艰难的世界”“现代的忧愁无力感”“也不是没有这种感觉”。

## 脚注